# Seram
Seram (zastarale též Ceram) je osmý největší ostrov Indonésie. Nachází se v centrální části souostroví Moluky ve východní části státu. Celý ostrov je součástí provincie Moluky.

## Geografie
Seram je druhý největší z Moluckých ostrovů (po ostrově Halmahera). Leží jižně od rovníku, ze severu je omýván Seramským a z jihu Bandským mořem. Nejbližším velkým ostrovem je Buru na západě. Napříč celým ostrovem se táhne geologicky mladé pohoří, nejvyšší vrchol v centrální části ostrova přesahuje 3000 m.

## Obyvatelstvo
Ostrov je poměrně řídce osídlen. Největším městem je Masohi na jižním pobřeží. Jihozápadně od Seramu se na malém ostrově nachází největší město oblasti, Ambon. Žije v něm více lidí než na celém Seramu. Obyvatelé jsou převážně muslimové nebo křesťané.

## Ekologie

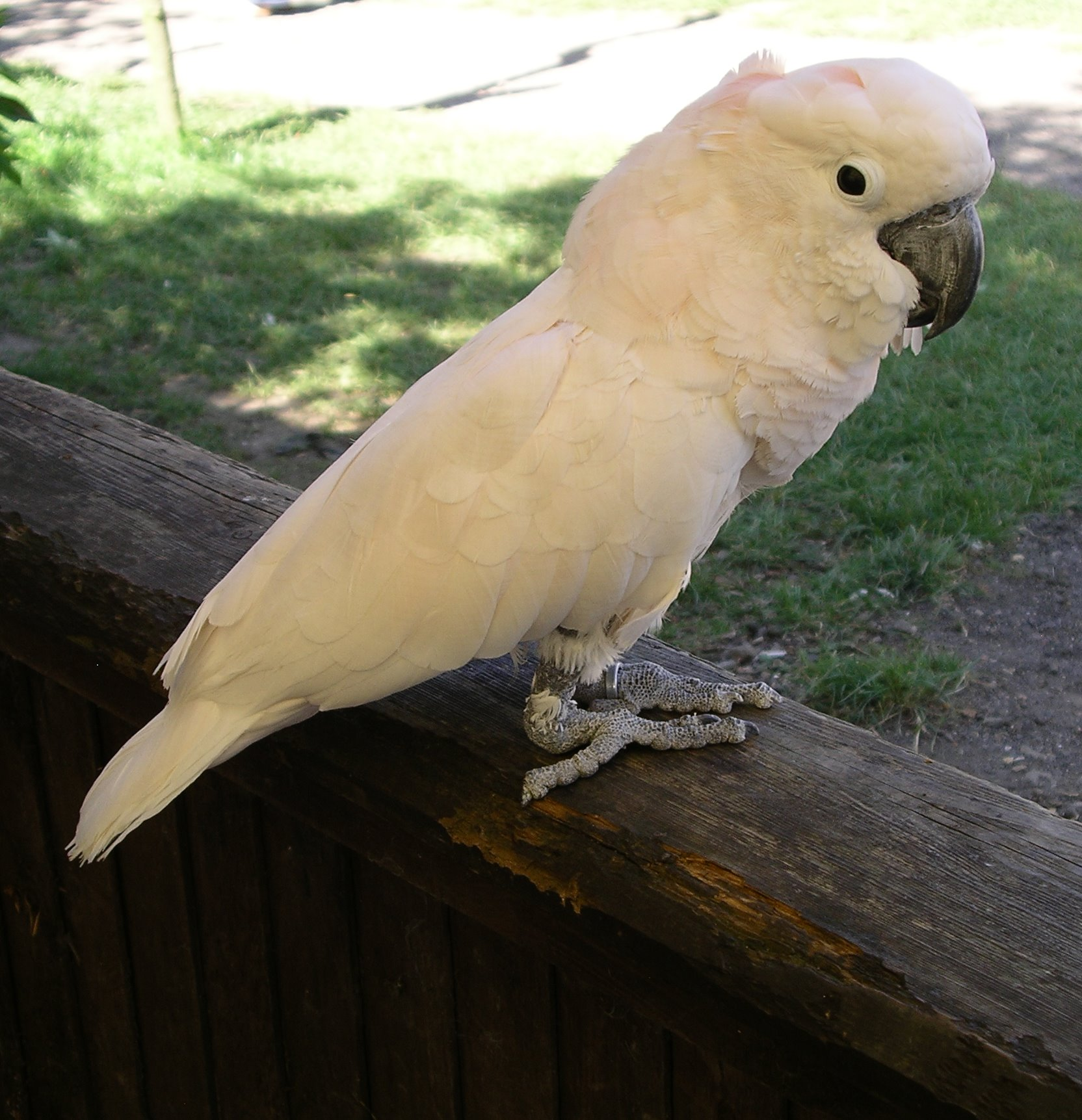
Ohrožený kakadu molucký není na Seramu čistým endemitem, ale soustřeďuje se zde většina jeho populace

Původní porost ostrova tvoří deštné lesy, jejichž charakter závisí na nadmořské výšce. V nejvyšších místech přechází les v travnaté porosty.
Příroda Seramu má vysokou úroveň biodiverzity a endemismu, přestože ve srovnání s jinými oblastmi Indonésie a Malajsie je tato úroveň průměrná až nižší. Ostrov je bohatý na ptačí druhy, z více než 213 druhů lze 33 považovat za endemity (14 z nich nežije jinde než na Seramu). Z 38 druhů místních savců je endemických 9. Některé druhy jsou vázány na určité nadmořské výšky.
Chráněná území tvoří necelou pětinu ostrova (3122 km²), většinu této plochy tvoří Národní park Manusela, který se rozkládá v centrální části ostrova, zahrnuje všechny hlavní biotopy a pokrývá celý rozsah nadmořských výšek na ostrově.
Největšími hrozbami pro přírodu ostrova jsou dřevotěžba a obchod se vzácnými druhy, včetně ilegálních variant těchto činností.